# Juan Francisco Gutiérrez de Piñeres
Juan Francisco Gutiérrez de Piñeres, né à Lebeña (Cantabrie) en 1732 et mort probablement à Madrid en 1790, est un homme politique et administrateur colonial espagnol.
En 1777, il est nommé régent de la Real audiencia de Santa Fe de Bogota, visitador general et intendant des armées royales. Il arrive en Nouvelle-Grenade la même année et dans la capitale, Santafe de Bogota, en janvier 1778.
Son poste fait de lui la deuxième autorité derrière le vice-roi, Manuel Antonio Flores. Il s'efforce de faire appliquer les réformes que la Couronne souhaite imposer aux colonies.
Lors de la Révolte des Comuneros, en 1781, tandis que le vice-roi est à Carthagène des Indes pour empêcher les Anglais de profiter du désordre, Gutierrez de Pineres se réfugie à Honda d'où il envoie une commission négocier avec les insurgés.
Après le refus du vice-roi de reconnaître les accords passés à Zipaquirá, Gutierrez de Pineres s'enfuit à Carthagène et ne revient à Santafe qu'en février 1782, lorsque le calme est revenu.
En juin 1782, lorsque meurt Juan de Torrezar Díaz Pimienta, vice-roi nouvellement nommé, Gutierrez de Pineres s'attend à lui succéder, mais c'est l'archevêque de Santafe Antonio Caballero y Góngora qui est désigné.
Gutierrez de Pineres continue d'assumer sa charge de régent jusqu'en 1784, lorsqu'il retourne en Espagne et est nommé au Conseil des Indes.
Il meurt à Madrid en 1790.